# Феромоны
Феромо́ны (др.-греч. φέρω — «несу» + ὁρμάω — «возбуждаю, побуждаю») — собирательное название веществ — продуктов внешней секреции, выделяемых некоторыми видами животных и обеспечивающих коммуникацию между особями одного вида.
Феромоны модифицируют поведение, физиологическое и (или) эмоциональное состояние других особей того же вида. Как правило, феромоны продуцируются специализированными железами.

## История открытия
Первыми феромоны удалось обнаружить группе немецких исследователей под руководством Адольфа Бутенандта. В результате многолетней работы им удалось выделить из желез самок шелкопряда вещество, привлекавшее самцов того же биологического вида. Полученное вещество было названо бомбикол — из-за латинского названия шелкопряда, Bombyx mori.
Результаты их работы были опубликованы в 1962 году. Ими была проделана огромная работа, в результате которой из нескольких десятков тысяч самок Bombyx mori было выделено всего 4 мг бомбикола.
Это вещество имеет довольно простую структуру, вследствие чего его полный химический синтез был осуществлен за несколько недель.
В 1960-х годах выделение и изучение феромонов было сопряжено с определёнными трудностями. Это было связано в первую очередь с отсутствием в арсенале исследователей надежных и экономичных методов выделения и анализа сверхмалых количеств веществ. Однако после широкого внедрения в практику хроматографических методов исследования процесс выделения феромонов значительно упростился.
В настоящее время количество изученных феромонов достигает нескольких тысяч.

## Классификация феромонов
По своему воздействию феромоны делятся на два основных типа: релизеры и праймеры.
Релизеры (англ. releaser) побуждают особь к каким-либо немедленным действиям; используются для привлечения брачных партнёров, сигналов об опасности и побуждения других немедленных действий.
Праймеры (англ. primer) используются для формирования определённого поведения и влияния на развитие других особей: например, специальный феромон, выделяемый пчелой-маткой, подавляет развитие половой системы других пчёл-самок, превращая их таким образом в рабочих пчёл.
В качестве отдельных названий некоторых типов феромонов можно привести следующие:
- эпагоны — половые аттрактанты;
- одмихнионы — метки пути, указывающие дорогу к норе или к найденной добыче, метки на границах индивидуальной территории;
- торибоны — феромоны страха и тревоги;
- гонофионы — феромоны, индуцирующие смену пола;
- гамофионы — феромоны полового созревания;
- этофионы — феромоны поведения;

## Феромоны насекомых
Феромоны используются насекомыми для подачи самых разных сигналов. Упомянутый выше бомбикол использовался самками шелкопряда для поиска полового партнёра, однако на этом влияние феромонов на регулирование жизни насекомых не ограничивается.
Например, муравьи используют феромоны для обозначения пройденного пути. По специальным меткам, оставляемым по дороге, муравей может найти дорогу обратно в муравейник. Кроме того, феромонные метки показывают муравейнику путь к найденной добыче. Отдельные запахи используются муравьями для подачи сигнала об опасности, что провоцирует у одних особей бегство, у других — агрессивность.

## Феромоны позвоночных
Ввиду достаточно сложных поведенческих реакций феромоны позвоночных изучены слабо. Существует предположение, что рецептором феромонов у позвоночных является вомероназальный (якобсонов) орган.
В ходе исследований этих явлений было обнаружено, что некоторые химические вещества стероидной природы могут играть роль половых феромонов. Однако исследователи отмечают, что поведение высших млекопитающих, в том числе и человека, подчинено многим факторам, и феромоны не играют решающей роли в его регуляции.

## Применение феромонов
Феромоны нашли своё использование в сельском хозяйстве. В сочетании с ловушками разных типов феромоны, приманивающие насекомых, позволяют уничтожать значительные количества вредителей. Также распыление феромонов над охраняемыми сельскохозяйственными угодьями позволяет обмануть самцов вредителей и таким образом снизить популяцию вредных насекомых — ввиду того, что самцы, привлечённые более сильным синтетическим запахом, не смогут найти самку для спаривания. Многие феромоны насекомых учёные научились синтезировать искусственно.
На современном рынке парфюмерной продукции присутствуют товары, которые позиционируются как «содержащие феромоны». Производители такой продукции утверждают, что её использование усиливает привлекательность у противоположного пола «на подсознательном уровне», действуя как афродизиак. Однако такие заявления не находят экспериментального подтверждения, также ставится под сомнение принципиальная возможность такого воздействия на человека.